# TCM (TV-kanal)
TCM, egentligen Turner Classic Movies, är ursprungligen en amerikansk TV-kanal som även sänds i flera olika internationella versioner. 
Kanalen byggde ursprungligen på den stora rättighetskatalogen tillhörande Turner Entertainment Company. TCM sänder i huvudsak klassisk amerikansk långfilm, allt från stumfilmer från 1920-talet till hippiefilmer från 1970-talet och actionfilmer och komedier från 1980-talet. Kanalen sänder även western, fantasy, krigsfilm och kriminalfilm. Om det finns extra tid i tablån mellan långfilmerna brukar det sändas dokumentärer om berömda filmer och skådespelare, intervjuer och originalfilm-trailers. Kanalen har sändningar dygnet runt.

## TCM i Norden
Svenska och nordiska TV-tittare kom i kontakt med kanalen då den brittiska versionen av TCM introducerades 1999 som en ersättare till systerkanalen TNT som fram till dess hade distribuerats i Europa. Senare sändes TCM i en egen version exklusivt sammansatt för de nordiska länderna och där samtliga filmer hade svenska, finska, danska och norska undertexter. Under hösten 2011 lade man till en textremsa för nederländska på nordiska TCM. Själva uppspelningen av kanalen skedde i London i Storbritannien, på Turners playoutcenter i samma hus som systerkanalen CNN har sin Londonredaktion.
Under 2016 bytte kanalen inriktning och började visa nyare filmer och även icke engelskspråkiga filmer. Den 1 juni 2017 lades kanalen ner i Norden.